# TAKE ME TAKE ME
「TAKE ME TAKE ME」（テイク ミー テイク ミー）は、滴草由実の2枚目のシングル。

## 概要
デビュー作「Don't you wanna see me <oh> tonight?」から2ヶ月のスパンを空けて発表された2作目。カップリングにはYOKO Black. Stoneが楽曲を手掛けた「星月夜」のほか、タイトル曲「TAKE ME TAKE ME」のリミックス3曲が収録されている。

## 収録曲
1. TAKE ME TAKE ME
作詞：滴草由実　作曲・編曲：徳永暁人
2. 星月夜
作詞：滴草由実　作曲・編曲：YOKO Black. Stone
  - 作曲・編曲を担当したYOKO Black. Stoneが自身のアルバム『Back To My Base』にて、タイトルを「君との約束」、歌詞をYOKO Black. Stone作詞のものに変更してセルフカバーしている。
3. TAKE ME TAKE ME 〜N-BALANCE Mix〜
Remixed by 渡辺"DJ NABE"弘光 (FROM P.K.G. PRODUCTION)
4. TAKE ME TAKE ME 〜DJ ME-YA Mix〜
Remixed by DJ ME-YA
5. TAKE ME TAKE ME 〜C-Soul Mix〜
Remixed by Johnny Boy & MissTy
6. TAKE ME TAKE ME(Instrumental)